# Coxapopha bare
Coxapopha bare är en spindelart som beskrevs av Ott och Antonio D. Brescovit 2004. Coxapopha bare ingår i släktet Coxapopha och familjen dansspindlar. Inga underarter finns listade i Catalogue of Life.